# ملشوو
ملشوو (به آلمانی: Melchow) یک شهر در آلمان است که در بارنیم واقع شده‌است. ملشوو  ۸۹۸ نفر جمعیت دارد.